# IC 1753
IC 1753 ist eine Galaxie vom Hubble-Typ E? im Sternbild Dreieck am Nordsternhimmel. Sie ist schätzungsweise 461 Mio. Lichtjahre von der Milchstraße entfernt und hat einen Durchmesser von etwa 55.000 Lj. Wahrscheinlich bildet sie mit IC 1752 ein gravitativ gebundenes Paar.
Im selben Himmelsareal befinden sich u. a. die Galaxien NGC 780 und NGC 784.
Das Objekt wurde am 17. November 1903 vom französischen Astronomen Stéphane Javelle entdeckt.